# Tandovo
Tandovo (rusky Тандово) je jezero v Novosibirské oblasti v Rusku. Leží severovýchodně od jezera Čany. Má rozlohu 87,8 km². Dosahuje maximální hloubky 2,8  m.

## Pobřeží
Břehy na východě při ústí řeky Tandovky jsou vysoké 5 až 8 m.

## Vodní režim
Z východu do jezera ústí řeka Tandovka. Rozsah kolísání úrovně hladiny je 1,2 m. Zamrzá na začátku listopadu a rozmrzá v květnu. Voda je mírně slaná.